# Konichiwa Records
Konichiwa Records est un label discographique suédois de pop, basé à Stockholm. Il est fondé en 2004 par la chanteuse Robyn pour distribuer sa musique. Elle en est l'unique artiste sous contrat. Aux États-Unis, le label est distribué par Interscope Records.
Le nom du label, Konichiwa, est dérivé de la salutation japonaise こんにちは (Konnichi wa, avec 2 n), qui signifie « bonjour » ou « bonne journée ». L'inspiration pour le nom du label vient d'un sketch sur la race de l'humoriste américain Dave Chappelle. Dans ce sketch, RZA du Wu-Tang Clan dit à un moment donné : Konichiwa bitches !.

## Histoire
Après la sortie de la version américaine de son premier album de 1995, Robyn is Here, au début de l'année 1997, qui s'est classée dans le Billboard 100, et de ses tubes Do You Know (What It Takes) et Show Me Love, créés avec le producteur suédois Max Martin, qui se sont tous deux classés dans le top 10 du Hot 100, la créatrice du label, Robyn, décline la demande d'une maison de disques de capitaliser sur ce succès en faisant une tournée avec les Backstreet Boys.
Son label Jive Records s'inquiète, début 1999, des paroles concernant son avortement en octobre 1998 à l'âge de 18 ans, abordées dans ses chansons Giving You Back et 88 Days pour son album à paraître plus tard dans l'année, My Truth, ainsi que du son de plusieurs autres titres, et souhaite réenregistrer entièrement la moitié de l'album. Robyn refuse et, à la suite de cette impasse, l'album n'est publié par BMG qu'en Suède et dans des territoires limités. Enfin, à la mi-2003, après son cycle d'albums pour Don't Stop the Music, le label rejette la direction synthpop plus dure de ses nouvelles démos influencées par le groupe suédois The Knife, en particulier Who's that Girl, qui est publié plus tard et se classe à la 26e place au Royaume-Uni et à la 37e place en Suède. En 2004, Robyn décide de quitter Jive et de créer son propre label, Konichiwa Records. Le premier album de Robyn sous ce nouveau label s'appelle Robyn, et comprend des collaborateurs comme Klas Åhlund des Teddybears STHLM, le duo suédois The Knife, et Alexander Kronlund, ancien producteur de Cheiron. Robyn et Max Martin se retrouvent plus tard sur l'album Time Machine sorti dans les années 2010,,,,.